# Bassa del Molí (Castellcir)

La Bassa del Molí, respecte del terme de Castellcir

La Bassa del Molí és un petit embassament del terme municipal de Castellcir, a la comarca del Moianès.
Està situada al sud de l'antic centre del municipi, l'església de Sant Andreu de Castellcir, en el terç meridional del sector principal del terme municipal.
Recull l'aigua de la Riera de Castellcir a la Represa per alimentar el Molí del Bosc. Està situada al costat nord-oest d'aquest molí, a migdia de la Represa esmentada i al nord-est de la Casa Nova de la Vileta, al nord de la Font del Molí. És a la dreta de la Riera de Castellcir, i al seu sud-est es troba la Poua del Molí del Bosc.
Passa pel costat sud de la bassa el Camí del Molí del Mig del Bosc.

## Etimologia
Es tracta d'un topònim modern de caràcter descriptiu, que expressa al peu de la lletra el significat dels mots que el formen.